# The Moldy Peaches
I Moldy Peaches sono un gruppo musicale indie rock newyorkese, formato nel 1994 da Adam Green e Kimya Dawson, in seguito affiancati da altri musicisti live. Spesso associati al movimento anti-folk, hanno pubblicato un solo album, omonimo, e una compilation di live e inediti. Scioltisi nel 2002, continuano a fare musica come solisti.

## Storia del gruppo

### Dalle origini a The Moldy Peaches
Adam Green e Kimya Dawson fanno conoscenza nel 1994 in un negozio di dischi di New York, quando Adam ha solo 13 anni e Kimya 20. Kimya conquista immediatamente la fiducia dei genitori, che le permettono di portarlo ad assistere ai primi concerti. La loro collaborazione artistica inizia quasi subito, e il duo comincia a distribuire le prime registrazioni autoprodotte.
Il primo album ufficiale, The Moldy Peaches, distribuito dalla Rough Trade nel 2001, contiene molte di queste registrazioni. Il disco riceve una calda accoglienza nel circuito indipendente, anche grazie all'originale combinazione di melodie folk 
con sfuriate punk, e di atmosfere dolci e quasi adolescenziali con riferimenti espliciti a tematiche quali il sesso e l'uso di droghe.
Alla notorietà del gruppo contribuiscono anche gli energici live, spesso tenuti in piccoli club o musei, durante i quali i musicisti indossano buffi costumi (Adam è solito travestirsi da Robin Hood, Kimya da orsetto o coniglio). I Moldy Peaches hanno fatto da spalla a diversi gruppi come The Strokes e Tenacious D.

### Le carriere soliste e la notorietà tardiva
Dal 2003 in poi, i componenti del gruppo si sono dedicati soprattutto alle proprie carriere soliste, con buoni risultati, interrompendo le performance dal vivo ma pubblicando una raccolta di materiale inedito, Moldy Peaches 2000.
Nel 2007, grazie al successo del film Juno, una pellicola indipendente alla cui colonna sonora appartenevano brani di Green e Kimya Dawson, oltre che Anyone else but you, tratto dal primo album del gruppo, i Moldy Peaches divennero noti anche al grande pubblico: la colonna sonora arrivò inaspettatamente al primo posto della classifica dei download di iTunes.
In seguito al recente successo, anche se entrambi ritengono improbabile una vera e propria reunion, si sono esibiti nella vecchia formazione in una manciata di concerti e show radiotelevisivi.

## Discografia
- The Moldy Peaches - 2001
- The Moldy peaches 2000, compilation, 2003